# هف أوروبي
هف أوروبي أو رَدَّانَة أو سمك البنفسج (الاسم العلمي: Osmerus eperlanus) (بالإنجليزية: European smelt)‏ هو نوع من الأسماك يتبع جنس الهف من فصيلة الهفيات.